# Cristoforo Landino
Cristoforo Landino (také Cristoforo di Bartolomeo Landino nebo latinizovaně Christophorus Landinus; 8. února 1425 Florencie – 24. září 1498 Borgo alla Collina, dnes v obci Castel San Niccolò) byl italský humanista, básník, literární teoretik, filosof a překladatel. Působil jako profesor rétoriky a poezie na florentské univerzitě a patřil k nejvlivnějším učencům své doby. Psal latinsky a italsky. Svou latinskou milostnou lyriku vydal ve sbírce Xandra, dále napsal tři dialogy na filosofická témata, z nichž nejznámější je dialog Disputationes Camaldulenses (Disputace kamaldulské), a řadu komentářů ke klasickým literárním dílům. Jeho myšlení bylo silně ovlivněno novoplatonismem.